# Liste de ponts du Luxembourg
Cet article a pour objet de présenter une liste de ponts remarquables du Luxembourg, tant par leurs caractéristiques dimensionnelles, que par leur intérêt architectural ou historique. 

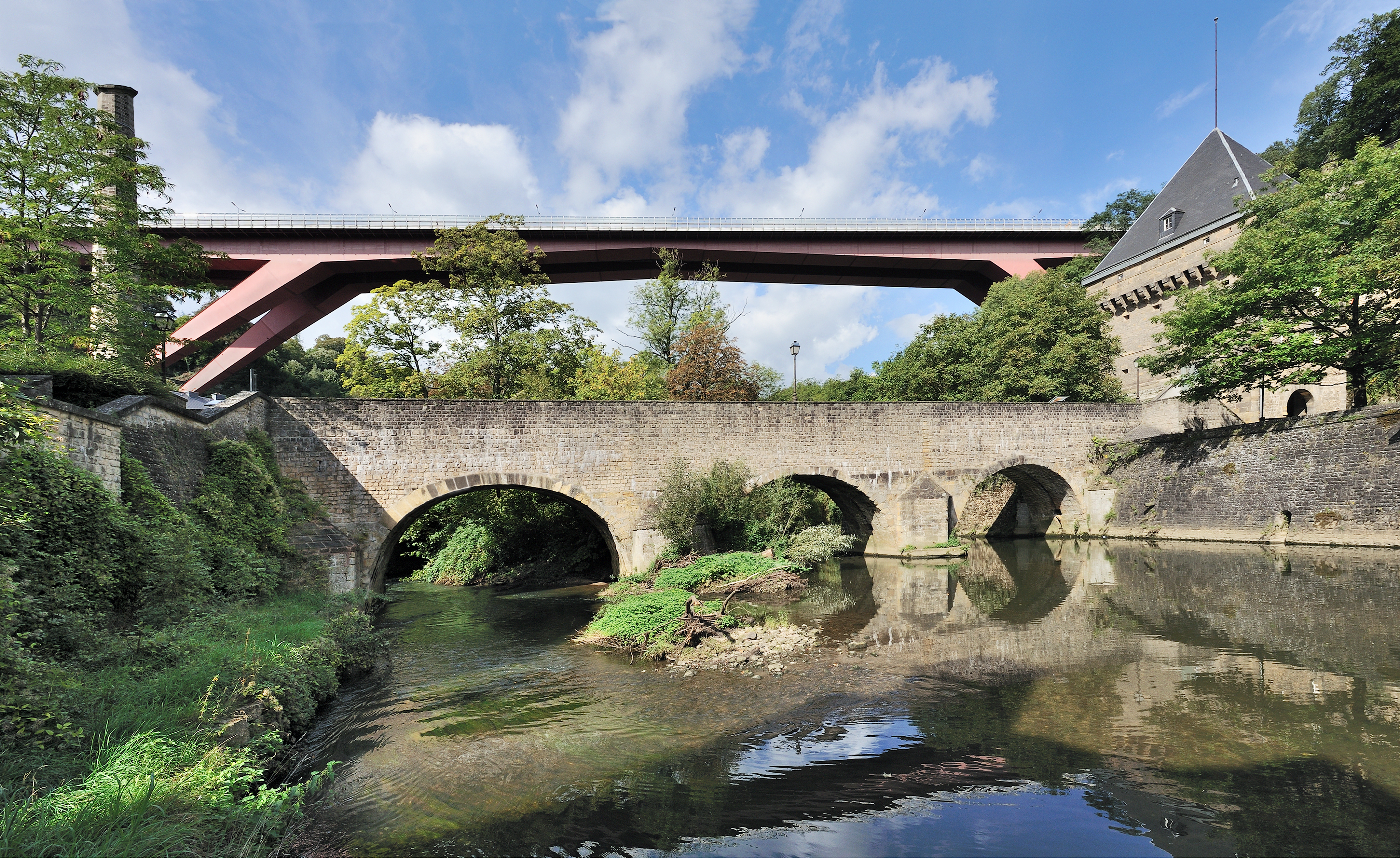
Le pont appelé Béinchen (premier plan), construit par Vauban, et le pont Grande-Duchesse Charlotte

La catégorie lien donne la classification de l'ouvrage parmi ceux présentés et propose un lien vers la fiche technique du pont sur le site Structurae, base de données et galerie internationale d'ouvrages d'art. La liste peut être triée selon les différentes entrées du tableau pour voir ainsi les ponts en arc ou les ouvrages les plus récents par exemple.
Les colonnes portée et longueur, exprimées en mètres indiquent respectivement la distance entre les pylônes de la travée principale et la longueur totale de l'ouvrage, viaducs d'accès compris.

## Ponts présentant un intérêt historique
|                              |   | Nom                   | Luxem- bourgeois             | Distinction                                                                                                   | Long. | Type                                              | Voie portée Voie franchie                             | Date        | Localisation                                                   | Canton               | Ref.       |
| ---------------------------- | - | --------------------- | ---------------------------- | --- | ----- | ------------------------------------------------- | ----------------------------------------------------- | ----------- | -------------------------------------------------------------- | -------------------- | ---------- |
| Al Sauerbréck zu Iechternach | 1 | Vieux pont de la Sûre | Al Sauerbréck zu Iechternach | Frontière Allemagne- Luxembourg Portée : 28,1 mètres                                                          | 91    | Maçonnerie 4 arches                               | Rue de la Sûre Sûre                                   | XVIe siècle | Echternach - Echternacherbrück 49° 48′ 45,9″ N, 6° 25′ 35,1″ E | Echternach Allemagne | [ Note 1 ] |
| Schlassbréck                 | 2 | Pont du Château       | Schlassbréck                 | Vieux quartiers de la ville de Luxembourg · Patrimoine mondial (1994)                                         |       | Maçonnerie 2 niveaux (1 et 5 arches plein cintre) | Nationalstrooss 1 Montée de Clausen Rue Sosthène Weis | 1735        | Luxembourg 49° 36′ 41,8″ N, 6° 08′ 09,5″ E                     | Luxembourg           | [ 1 ]      |
| Adolphe-Bréck                | 3 | Pont Adolphe          | Adolphe-Bréck                | Conçu par Paul Séjourné Plus grand pont en maçonnerie du monde lors de son inauguration Portée : 84,65 mètres | 153   | Maçonnerie 3 arches segmentaires doublées         | Boulevard Royal Pétrusse                              | 1904        | Luxembourg 49° 36′ 30,4″ N, 6° 07′ 37″ E                       | Luxembourg           | ,          |

## Grands ponts
Ce tableau présente les ouvrages ayant des portées supérieures à 100 mètres ou une longueur totale supérieure à 3 000 mètres (liste non exhaustive).
|                                 |   | Nom                            | Luxembourgeois                  | Portée | Long.   | Type                                                                                    | Voie portée Voie franchie  | Date | Localisation                                          | Canton                 | Ref. |
| ------------------------------- | - | ------------------------------ | ------------------------------- | ------ | ------- | --------------------------------------------------------------------------------------- | -------------------------- | ---- | ----------------------------------------------------- | ---------------------- | ---- |
| Groussherzogin-Charlotte-Bréck  | 1 | Pont grande-duchesse Charlotte | Groussherzogin-Charlotte-Bréck  | 234    | 355     | Pont à béquilles Acier                                                                  | Nationalstrooss 51 Alzette | 1965 | Luxembourg 49° 37′ 04″ N, 6° 07′ 54,1″ E              | Luxembourg             |      |
| Sauerdallbréck                  | 2 | Viaduc de la Sûre              | Sauerdallbréck                  | 150    | 1195    | Poutre-caisson Acier 75+90+125x4+150+125+90x2+75                                        | Autobunn A1 Sûre           | 1987 | Wasserbillig 49° 43′ 59,8″ N, 6° 30′ 07″ E            | Grevenmacher Allemagne |      |
|                                 | 3 | Pont Victor Bodson             | Victor-Bodson-Bréck             | 130    | 260     | Haubané Monopylône, symétrique, tablier caisson mixte acier/béton, pylône béton 130+130 | Autobunn A1 Alzette        | 1993 | Hesperange 49° 34′ 45″ N, 6° 09′ 10,8″ E              | Luxembourg             |      |
| Viaduc vu Schengen              | 4 | Viaduc de Schengen             | Viaduc vu Schengen              | 130    | 607 597 | Poutre-caisson Acier 2 ouvrages 72x2+87+130+87+60 72x2+85+130+79+56                     | Autobunn A13 Moselle       | 2002 | Schengen 49° 28′ 45,4″ N, 6° 22′ 04,4″ E              | Remich Allemagne       |      |
| Bréck vu Gréiwemaacher          | 5 | Pont de Wellen-Grevenmacher    | Bréck vu Gréiwemaacher          | 114    | 213     | Arc Acier Pont bow-string                                                               | Rue du Pont Moselle        | 2013 | Grevenmacher - Wellen 49° 40′ 32,7″ N, 6° 26′ 37,8″ E | Grevenmacher Allemagne |      |
| Bréck vun der A13 zu Schëffleng | 6 | Pont de l'A13 à Schifflange    | Bréck vun der A13 zu Schëffleng | 113    | 172     | Arc Acier, tablier suspendu Pont bow-string                                             | Autobunn A13               | 1994 | Schifflange 49° 30′ 36,1″ N, 6° 02′ 04,7″ E           | Esch-sur-Alzette       |      |